# Volevčice (okres Most)
Volevčice (německy Wolepschitz) jsou obec v okrese Most v Ústeckém kraji. Žije v ní 127 obyvatel. Volevčice se nacházejí deset kilometrů jižně od města Most v rovinaté krajině v nadmořské výšce 219 m. Směrem od Mostu obcí prochází silnice II/255, která dále pokračuje do Postoloprt. Další silnice spojuje Volevčice s Bečovem. U obce je železniční zastávka na trati č. 123 z Mostu do Žatce.

## Název
Název vesnice je odvozen, nejspíše jako zdrobnělina, z osobního jména Voľ, resp. ze jména Volevec, ve významu ves lidí Volevcových. V historických pramenech se jméno vsi objevuje ve tvarech: Wolaschitz (1333), Wolewcicz (1369 až okolo roku 1405), de Wolewcicz (1406), na Volevčici (1613), Wolewcžicze (1634) a Wollepschitz (1833).

## Historie
Nejstarší písemná zpráva o Volevčicích pochází z roku 1333, kdy ves prodali bratři Luthold, Ratzko a Ahna oseckému klášteru. Ovšem archeologický průzkum prováděný v rámci výstavby nedaleké elektrárny odhalil jihozápadně od dnešní obce starší zaniklou středověkou ves.

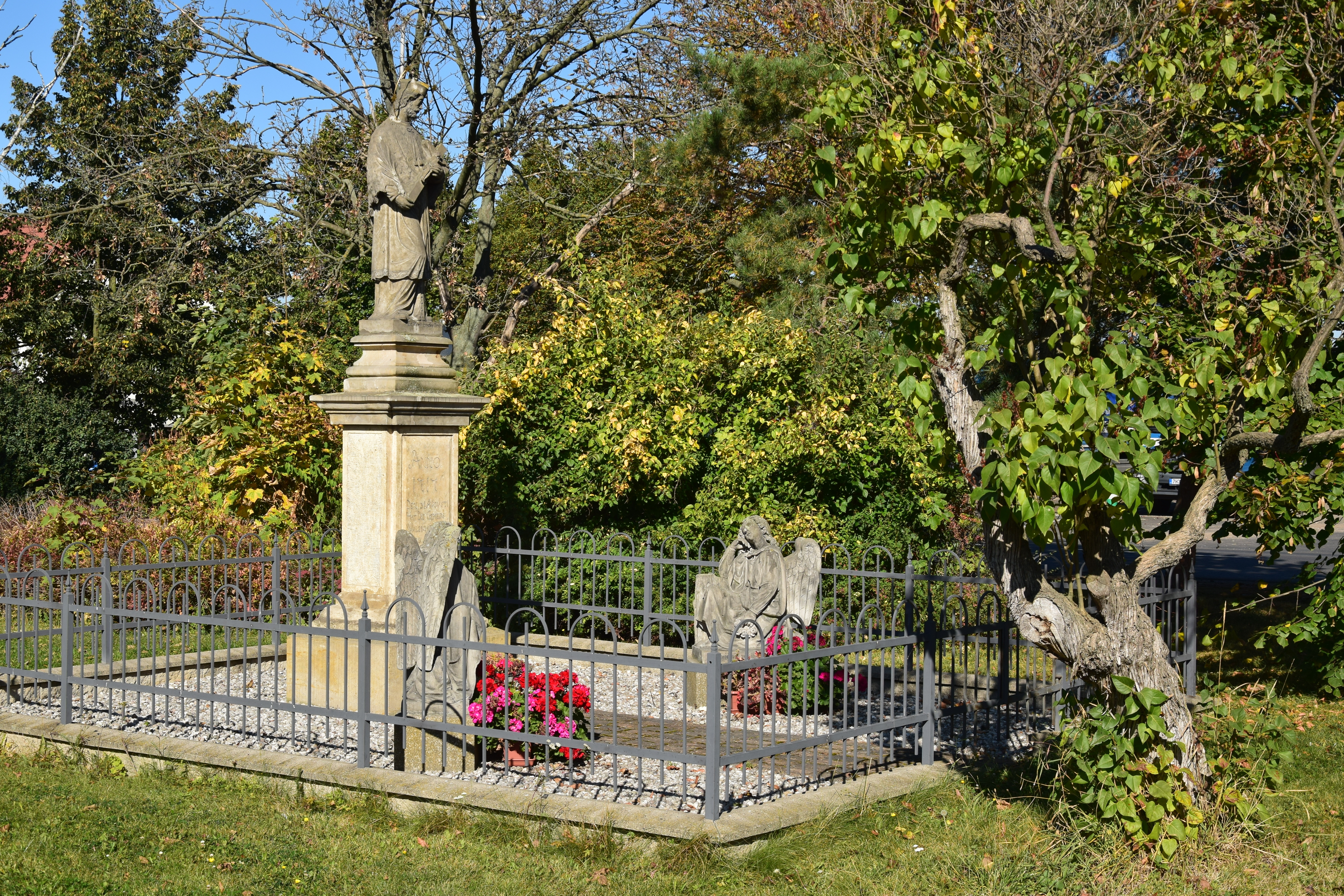
Socha svatého Jana Nepomuckého na návsi

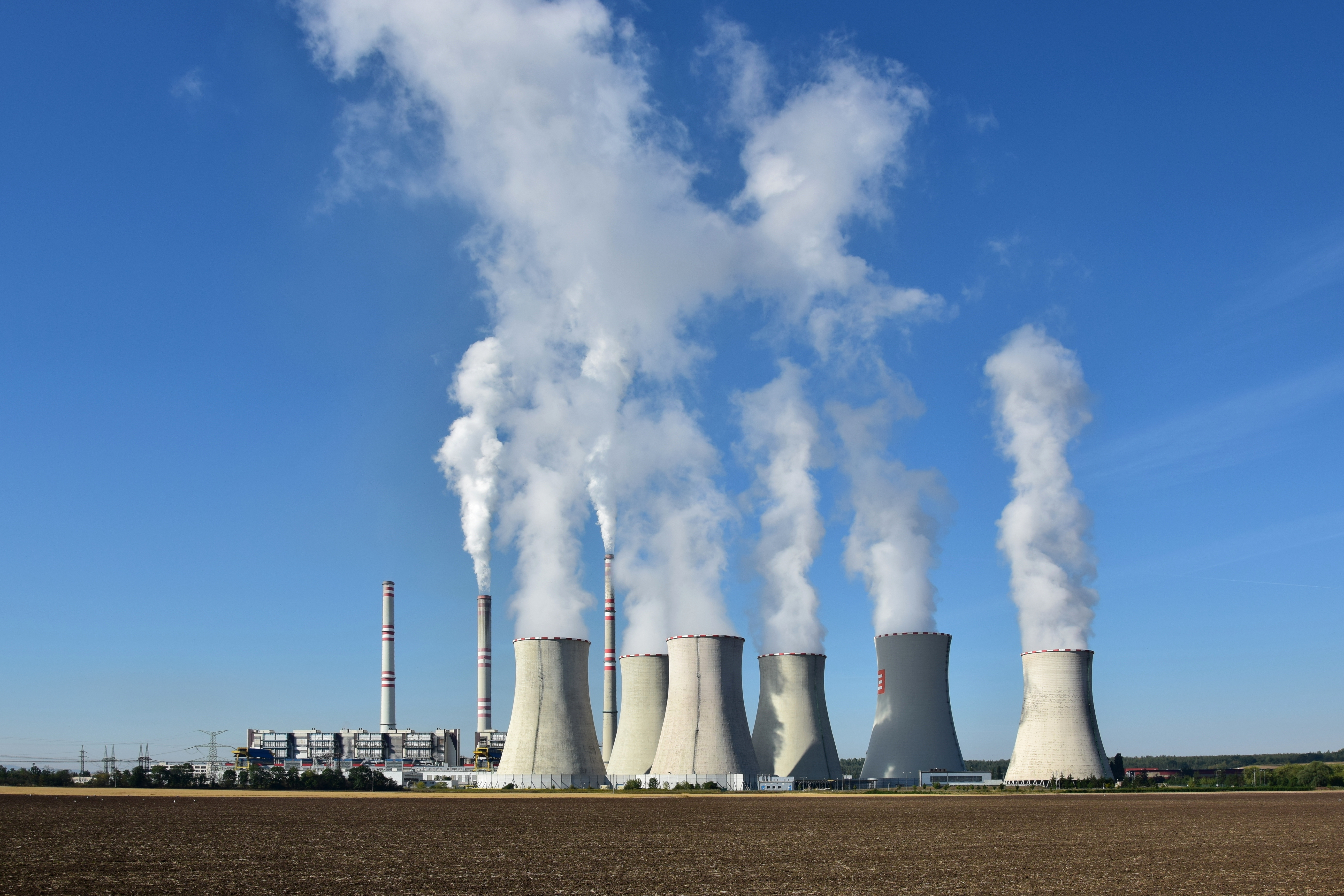
Jihozápadně od vesnice stojí elektrárna Počerady

Osecký opat Balthasar (1563–1579) prodal část klášterního majetku na Mostecku, takže v roce 1613 byl majitelem Volevčic a nedalekého Bečova a Zaječic Vilém mladší Popel z Lobkowicz, který je připojil ke svému bílinskému panství. Zhruba od roku 1650 byla majitelkou vsi vdova po Oldřichovi Adamovi z Lobkovic, Anna Marie rozená ze Šternberka. V roce 1652 se Anna Marie provdala za hraběte Jana z Rottalu. Zadlužené statky získal v roce 1656 Kryštof Ferdinand z Lobkovic, který Volevčice opět připojil k bílinskému panství. Jeho součástí zůstaly Volevčice až do zrušení poddanství v roce 1848. Poté se staly samostatnou obcí, ovšem od roku 1869 do konce 20. století byly osadou Bečova. Do roku 1950 byly opět samostatnou obcí a poté byly jako osada připojeny k Poleradům. V roce 1971 se opět osamostatnily.
Volevčice příslušely k bečovské farnosti, ovšem Volevčice měly původně vlastní farní kostel svatého Havla. Zpráva o zdejší faře pochází již z poloviny 14. století, ovšem v 17. století zanikla a zdejší kostel zůstal jen filiální.
Obec si uchovala tradiční zemědělský charakter i přes výstavbu nedaleké Elektrárny Počerady. Obyvatelé jsou zaměstnáni především v okolním průmyslu.

## Obyvatelstvo
Při sčítání lidu v roce 1921 ve vsi žilo 232 obyvatel (z toho 117 mužů), z nichž bylo 26 Čechoslováků, 202 Němců, jeden příslušník jiné národnosti a tři cizinci. Všichni se hlásili k římskokatolické církvi. Podle sčítání lidu z roku 1930 měla vesnice 262 obyvatel: 58 Čechoslováků, 203 Němců a jednoho cizince. Kromě šesti evangelíků, devíti členů církve československé a čtrnácti lidí bez vyznání byli římskými katolíky.
|           | 1869 | 1880 | 1890 | 1900 | 1910 | 1921 | 1930 | 1950 | 1961 | 1970 | 1980 | 1991 | 2001 | 2011 |
| --------- | ---- | ---- | ---- | ---- | ---- | ---- | ---- | ---- | ---- | ---- | ---- | ---- | ---- | ---- |
| Obyvatelé | 187  | 228  | 219  | 245  | 274  | 232  | 262  | 192  | 173  | 176  | 100  | 76   | 94   | 89   |
| Domy      | 33   | 34   | 35   | 40   | 54   | 55   | 57   | 55   | 38   | 38   | 32   | 33   | 35   | 37   |

## Pamětihodnosti

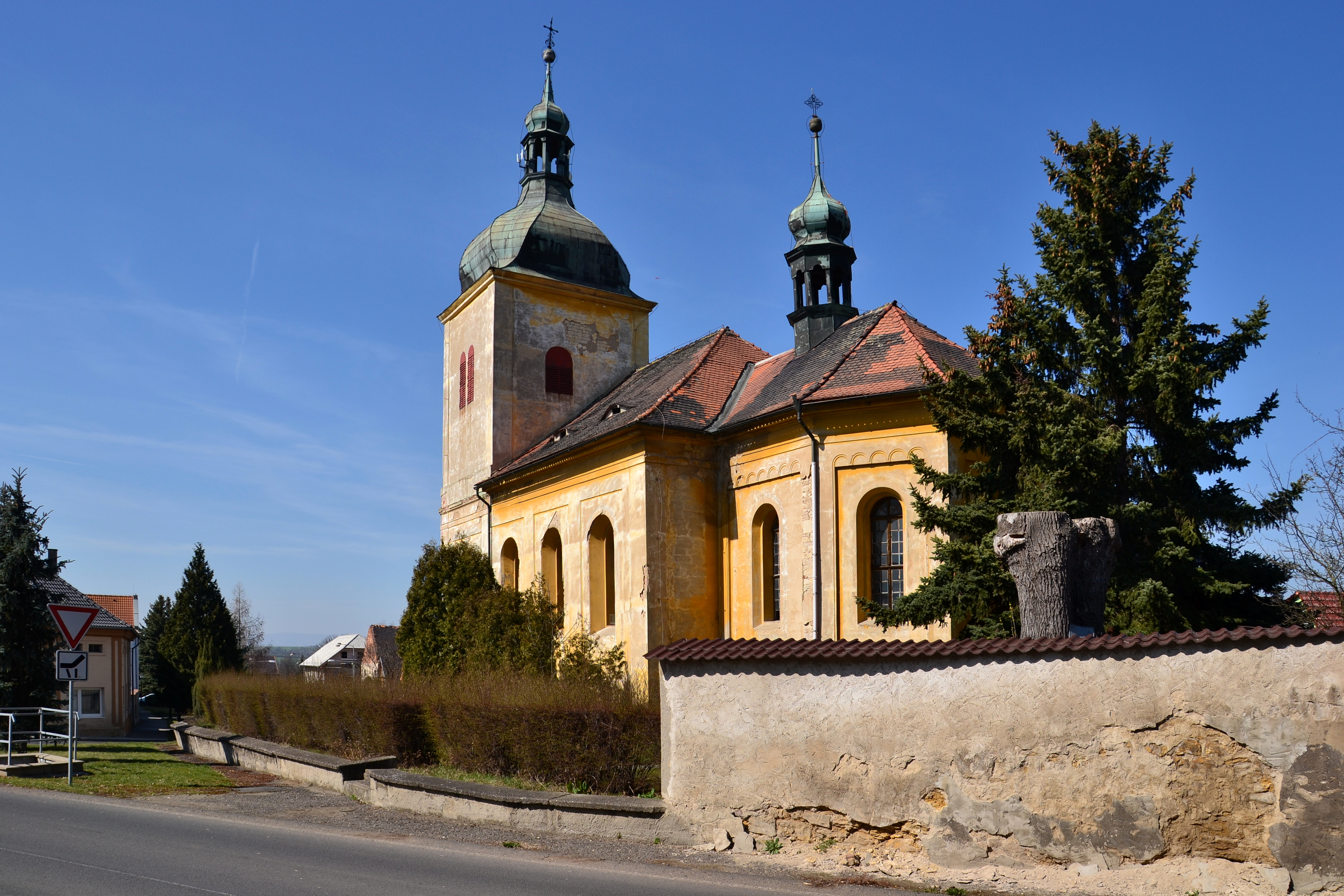
Kostel svatého Prokopa

- Jednolodní kostel svatého Prokopa z roku 1840 stojí na místě původního gotického kostela ze 14. století.
- V západní části obce stojí socha svatého Jana Nepomuckého z roku 1926.
- Necelý kilometr jihovýchodně od obce se vypíná vrch Velká Volavka (344 m), na jehož severozápadním úpatí byla v roce 2000 zřízena přírodní památka Velká Volavka